# Resistència (psicologia)
En psicologia clínica, en psicoteràpia i en particular en psicoanàlisi, s'anomena resistència el conjunt de conductes i actituds d'oposició d'un pacient enfront del tractament, a algun aspecte concret de la teràpia o a la persona del terapeuta. El terme l'introduí el 1885 Sigmund Freud en les albors de la psicoanàlisi, en els seus primers treballs amb Josef Breuer sobre la histèria. Més endavant el concepte s'inclogué en el cos teòric psicoanalític i el 1937 el definí com la força que durant l'anàlisi «es defensa per tots els mitjans contra la curació i tant sí com no vol aferrar-se a la malaltia i al patiment». Tot i que inicialment el terme fou criticat i no l'acceptaren altres autors distants de la psicoanàlisi, amb el temps s'ha incorporat i usat, amb diferents matisos de significat i interpretacions, per les distintes escoles psicològiques.

## Resistència en psicoanàlisi i teràpies relacionades
En psicoanàlisi es diu resistència a qualsevol acte o paraula de l'analitzat que s'oposa al fet que s'accedisca durant l'anàlisi als continguts del seu inconscient. El pacient pot manifestar les seues resistències de distintes maneres en el treball analític, per exemple amb silencis o la interrupció d'ocurrències en l'associació lliure, grans quantitats de continguts nimis, retards a concórrer a les sessions, oblit de les cites...[3] Aquesta definició s'empra en general en totes les formes de teràpia psicodinàmica, però per a la psicoanàlisi la interpretació de les resistències constitueix, amb l'anàlisi de la transferència, un aspecte cabdal del tractament psicoanalític.
La resistència, des del punt de vista de la teoria psicoanalítica, és un procés mental o acció dirigida per l'inconscient, que té per objecte impedir que arriben a ser conscients alguns continguts reprimits, els que des de l'exterior (per les tècniques emprades en el tractament) s'estimulen perquè suren a la consciència, per tal d'accedir-ne a una millor lectura. Aquestes forces s'oposen al tractament perquè és dolorós o difícil aquest coneixement i el pacient «es resisteix» a conèixer alguns dels seus desigs o impulsos, o recordar alguns fets penosos o vergonyosos.
Freud es trobà el fenomen de la resistència molt aviat en el seu treball d'anàlisi. De fet, és justament aquest descobriment el que mobilitza la seua tècnica des de la hipnosi, passant per tècniques suggestives fins a abandonar per complet tota manera de suggestió i establir l'associació lliure com a «regla fonamental». El canvi obeeix a la constatació que els pacients es resistien de manera molt evident i enèrgica a la tècnica suggestiva, i hi oposaven una mena de «contrasuggestió» o recorrien a estratègies menys òbvies al tractament. Freud considerà comprensible, d'altra banda, que les persones es resistissen a ser suggestionades. Una primera descripció d'aquests fenòmens de resistència apareix en Estudis sobre la histèria.
Per descomptat, els canvis en la tècnica després de l'abandó de la suggestió no feren desaparéixer les resistències, però hi canviaren l'enfocament de Freud i la manera de treballar-les: passaren a ser objecte d'interpretació i es consideraren a partir d'allí un fenomen que podia ser superat durant el treball terapèutic.
Després, en el context de la segona tòpica, ja no sols són vistes com un escull a superar, sinó com una dada clínica rellevant que apareix com a símptoma, expressant allò reprimit, per la qual cosa la manera d'abordar les resistències seria anàloga a l'emprada davant els fenòmens transferencials: interpretar-los. En el seu assaig Inhibició, símptoma i angoixa publicat el 1926, Freud diferencia cinc tipus de resistència, tres de les quals pertanyents al jo:
- La resistència de repressió: és una defensa del jo (conscient o inconscient, perquè pot tenir-ne l'origen en els sectors inconscients del jo)[7]
- La resistència de transferència: com que la transferència constitueix un substitut del record, i es basa en un desplaçament dels objectes del passat en els presents, és també una resistència atribuïble al jo.[7]
- El benefici secundari de la malaltia: com que el símptoma s'entén com un compromís entre desig i defensa, hi ha un guany secundari a mantenir-lo, la qual cosa també és una defensa imputable al jo.

I dues que en provenen d'altres instàncies psíquiques: 
- La resistència que prové de l'allò: principalment és la compulsió de repetició i de l'«apegalositat» de la libido.[7]
- La resistència del superjò: s'origina en sectors també inconscients d'aquesta estructura psíquica i respon als sentiments de culpa i necessitat de càstig.[7]

Aquesta classificació mai satisfeu totalment Freud, però tenia la virtut de puntualitzar que els fenòmens de resistència en el treball analític no s'expliquen sols pels mecanismes de defensa del jo.[8][9]
Freud, en l'època inicial d'Estudis sobre la histèria, havia explicat la resistència associant-la a l'inconscient, a l'acostament a continguts i desigs inconscients que la cura analítica revelava. La imatge és la d'un nucli de records patògens, a l'entorn del qual s'agrupen records, disposats en cercles concèntrics i mentre més s'acosta la psicoanàlisi a aquest nucli, més forta n'és la resistència. En aquest primer model, la resistència és una força inconscient de repulsió que actua en contra que el pacient recorde i l'analista interprete. Freud situa l'origen de les resistències en l'inconscient, no com més endavant en la seua obra. En el seu model ulterior de funcionament psíquic conegut com a segona tòpica, ja no és així: la resistència es presenta ara com un mecanisme de defensa que té entre altres fonts el jo.
El fet, però, que la classificació freudiana denote el rebuig de Freud a reduir el tema de la resistència a mecanismes de defensa implica que en el seu concepte hi ha elements irreductibles de la resistència, que interpreta de distintes maneres i que podrien explicar-se per la pulsió de mort.
En general, el concepte de resistència l'acceptaren (amb matisos) els seguidors de Freud i després de la seua mort no generà debat (com sí que ocorregué amb la transferència i contratransferència). Una excepció n'és la crítica de Melanie Klein, que identificà la resistència exclusivament amb la transferència negativa, i aquest és un dels temes centrals de la seua controvèrsia amb Anna Freud.
Segons Ralph Greenson, un dels autors més coneguts en temes de tècnica analítica, totes les maneres de resistència, també les que Freud, Edward Glover i Anna Freud classificaren com a resistències de l'allò i les que s'atribueixen al superjò, serien engegades pel jo.[11] Sense excepció, totes les estructures psíquiques actuarien pel jo i per això no seria rellevant dilucidar l'origen de les resistències en altres instàncies.

### El silenci i la resistència
El silenci pot ser o no una forma de resistència, i per això es pot interpretar així depenent de la seua estructura. Per exemple: hi ha els silencis d'origen depressiu, que corresponen a la simptomatologia d'aquest tipus de quadre clínic o responen a aquesta estructura de personalitat. Hi ha també el silenci paranoide, en què el pacient no parla perquè creu que tot el que diga hi serà usat en contra. Però més sovint s'observa en clínica psicoanalítica el silenci pròpiament resistencial, destinat a impedir el flux de continguts des de l'inconscient en la sessió. Aquest tipus de silenci és interpretable com a resistència.
Ralph Greenson en diferencia dues grans categories: el silenci com a resistència (el més freqüent) i el silenci com a comunicació. Pensa que és una tasca fonamental de l'analista esbrinar si el pacient calla com a manera de resistència -conscient o inconscient- al tractament o si justament el seu silenci constitueix en si mateix una comunicació rellevant que es vol transmetre en comptes d'una resistència davant un contingut penós (podria ser, per exemple, una repetició en la teràpia d'un succés del passat del pacient en què el silenci tingué un paper important).

## Resistència en les teràpies cognitivoconductuals
En les teràpies cognitivoconductuals, es denomina resistència qualsevol acte d'oposició a algun procediment clínic proposat pel terapeuta. La seua aparició durant el procés d'intervenció clínica es considera un senyal d'alerta que pot indicar que el terapeuta no ha aconseguit prou aliança terapèutica amb el pacient, o que no ha explicat escaientment la utilitat de la intervenció, o que la intervenció va en contra dels valors del pacient, o alguna altra raó que el terapeuta no ha copsat prèviament.
La resistència, en aquest grup de psicoteràpies, no es concep com una cosa negativa, sinó que, dins de l'enquadrament, pot convertir-se en un moment diagnòstic propici per esbrinar alguna cosa nova sobre el subjecte i el procés psicoterapèutic, i una oportunitat per fer canvis i ajusts en el procés, a partir del nou coneixement.

## Les resistències en la teràpia gestàltica
En aquesta escola terapèutica, el concepte de resistència s'acosta al d'autocensura. Pot tenir una connotació negativa o perjudicial, i actuar com un factor que dificulta la integració d'aspectes de la personalitat que podrien ajudar a satisfer necessitats. El seu origen es deu a «prototips introjectats» (pautes que modelen la conducta amb un marc ètic o ideològic). Les resistències es corresponen amb cada fase d'un cicle d'autoregulació de necessitats que aquesta teoria descriu. No constitueixen, però, necessàriament, una cosa negativa, perquè poden ser reguladores de la satisfacció de necessitats si succeeixen en un context de lliure decisió i l'«acceptació incondicional cap a un mateix», això és, si no responen exclusivament a les exigències del medi social.